# Нефедьевы
Нефедьевы — дворянский род.
Опричником Ивана Грозного числился Неклюд Нефедьев (1573).
В Гербовник внесены две фамилии Нефедьевы:
1. Нефедьевы, предки которых жалованы поместьями в 1635 г. (Герб. Часть VIII. № 79).
2. Нефедьев Николай, произведённый в коллежские асессоры в 1829 г. (Герб. Часть XI. № 129)[2].

Фамилии Нефедьевых многие Российскому Престолу служили дворянские службы в разных чинах и жалованы (1635) и других годах поместьями и на оные грамотами. Определением Ярославского Дворянского Депутатского Собрания род Нефедьевых внесён в 6-ю часть дворянской родословной книги.

## Описание гербов

#### Герб. Часть VIII. № 79.
Герб рода Нефедьевых: щит разделён перпендикулярно на две половины, из коих в правой в красном поле находится знамя с золотым крестом; в левой половине в голубом поле серебряная шпага, остроконечием вниз.
Щит увенчан дворянскими шлемом и короной. Намёт на щите красный и голубой, подложенный серебром. Щитодержатели: два воина в латах с копьями.

#### Герб. Часть XI. № 129.
Герб коллежского советника Николая Нефедьева: щит поделён на четыре части. Его пересекает слева на право голубая перевязь. В ней золотой длинный трилистный крест и ближе к основанию серебряный полумесяц, рогами вверх. В 1-й, серебряной части, из правого верхнего угла выходящая из голубого облака рука с голубым изогнутым мечом с золотой рукоятью держит чёрные весы. Вторая и третья часть - золотые. В 4-й серебряной части, три чёрные пчелы: одна вверху и две внизу. Над щитом дворянский шлем с короною. Нашлемник: три страусовых пера. Намёт: справа - голубой с золотом, слева - голубой с серебром.

## Известные представители
- Нефедьев Савва — воевода в Брянске (1622).
- Нефедьев Василий — дьяк, воевода в Казани (1649-1651).
- Нефедьев Исай — дьяк, воевода в Вязьме (1650-1651), в Свияжске (1654), в Астрахани (1655-1658).
- Нефедьев Дмитрий Ермолаевич — воевода в Яренске (1683)[4].
- Нефедьев Юрий Григорьевич — московский дворянин (1692)[5].